# USS Mindoro (CVE-120)
USS Mindoro (CVE-120) – lotniskowiec eskortowy typu Commencement Bay, który służył w United States Navy. 